# Limbeek
Limbeek is een wijk in het stadsdeel Woensel-Zuid in de stad Eindhoven, in de Nederlandse provincie Noord-Brabant. De buurt ligt ten noorden van Eindhoven Centrum binnen de ring. De buurt behoort tot de wijk Oud-Woensel. Limbeek wordt begrensd door de spoorlijn Eindhoven-'s-Hertogenbosch, de Marconilaan, de Boschdijk en Fellenoord.
Op 1 januari 2023 telde de buurt 4.225 inwoners, verdeeld over 2.402 woningen, op een oppervlakte van 0,49 km².

## Opbouw

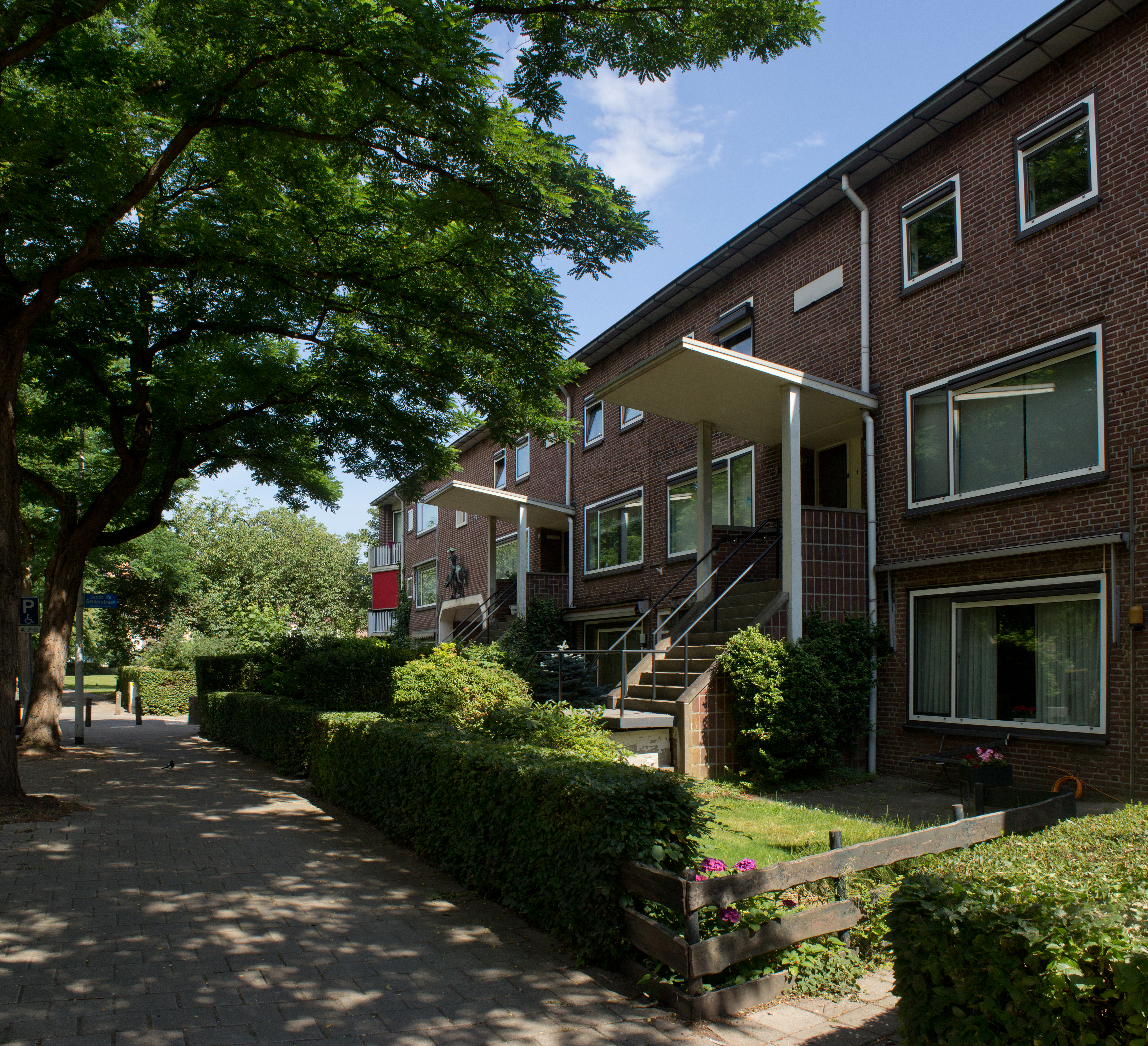
Karakteristieke Triplexwoningen in Limbeek-Noord

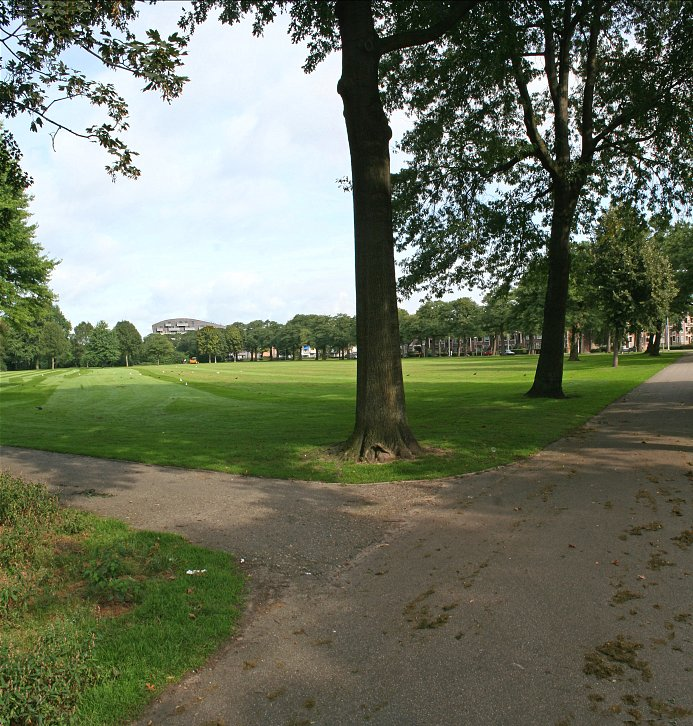
Zicht op de groenstrook uit 1956 die een buffer vormt tussen de wijk en de spoorlijn

De wijk bestaat uit twee duidelijk onderscheidbare buurten: Limbeek-Noord en Limbeek-Zuid. De grens tussen deze twee delen wordt gevormd door de Kramerstraat.
Langs het spoor is een groot groen gebied gelegen. Dit gebied strekt zich verder noordelijk van Limbeek uit, langs de Groenewoudseweg, en vormt indirect een verbinding tussen de wijk en het Philips de Jongh Wandelpark.

## Geschiedenis
Limbeek-Noord ontstond na de sloop van de steenfabriek van Van Hapert in 1930. De gronden waren kort daarvoor door Philips gekocht om ontwikkeld te worden als locatie voor woningen voor medewerkers van het bedrijf. De eerste woningbouw verscheen na 1952. Ze bestaat vooral uit triplex, duplex, en middelhoge portiekflats, met wat hogere bebouwing aan de rand, bij de Marconilaan. Typisch voor de jaren-50 woningbouw zijn de vele open groene ruimtes tussen de bebouwing. Limbeek-Zuid bestaat voornamelijk uit een in één stijl opgebouwd buurtje uit de latere 20e eeuw zonder opvallende kenmerken.
Ten westen van de Lijmbeekstraat bevindt zich een mengeling van vooroorlogse bebouwing, wederopbouwarchitectuur, en jongere woningbouw.

## Toponymie
De naam van de buurt is afgeleid van de Limbeek of Windgraaf. Dit beekje vormde vroeger de grens tussen Woensel en Strijp.

## Fotogalerij

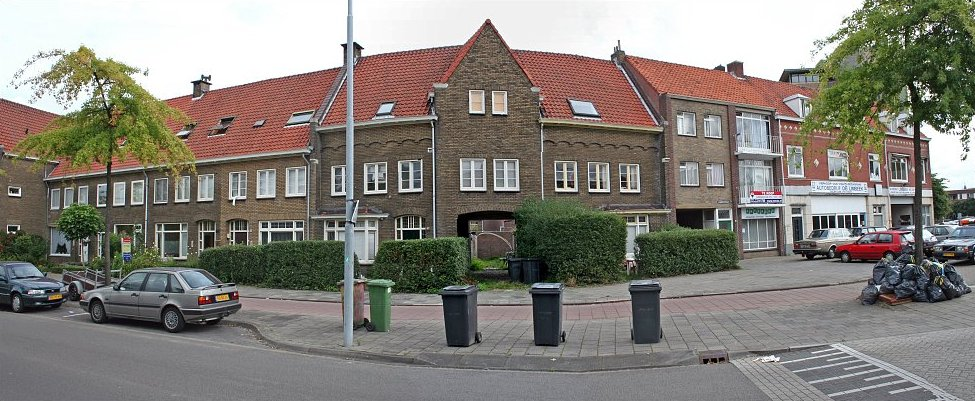
Gevarieerde architectuur langs de Lijmbeekstraat.
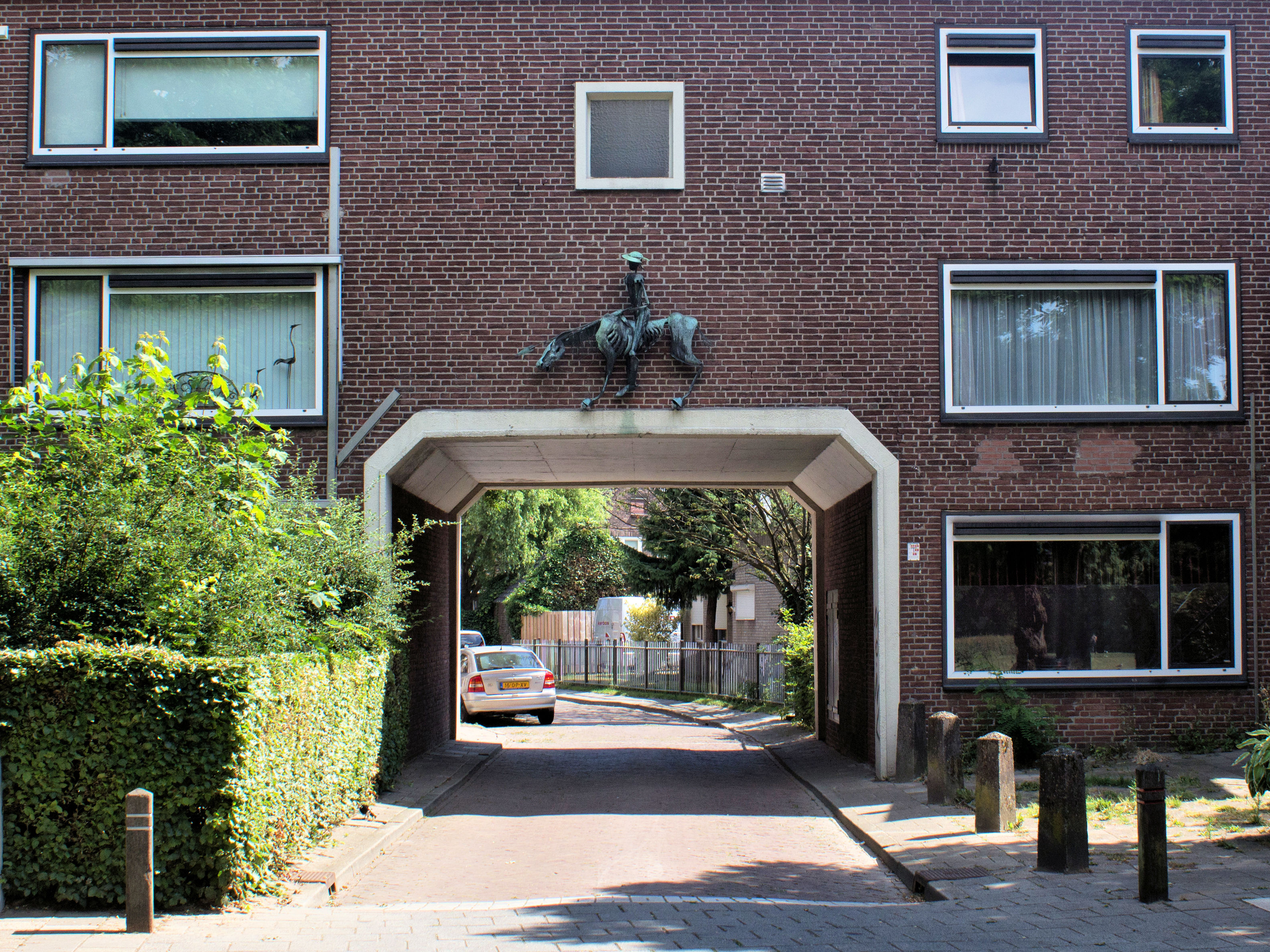
Een onderdoorgang aan de Jacob van Gelderstraat te Eindhoven. De sculptuur is "Don Quichotte" van beeldhouwer Willem van den Hoek.
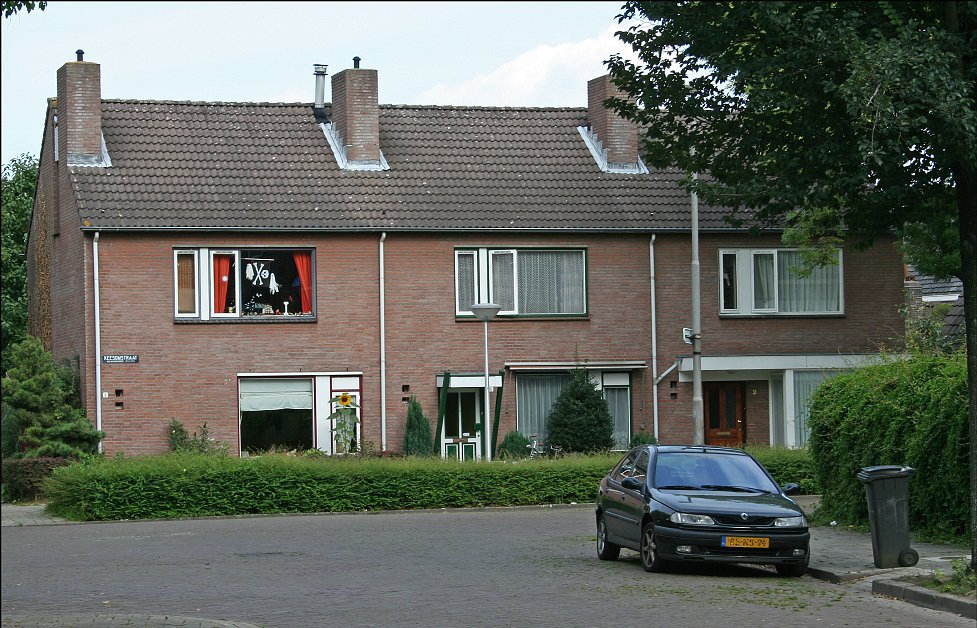
Typische woningbouw in Limbeek-Zuid.
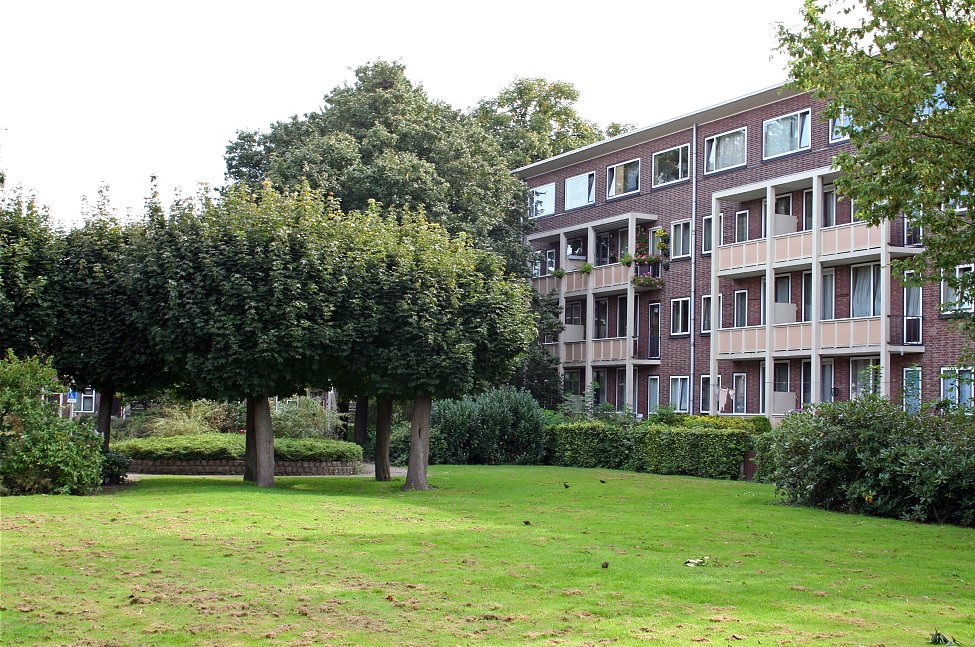
Portiekflats in Limbeek-Noord. De bovenverdiepingen hebben geen balkon, maar een dakterras aan de andere zijde. Ze waren bedoeld als kleine “penthouses” voor alleenstaanden.
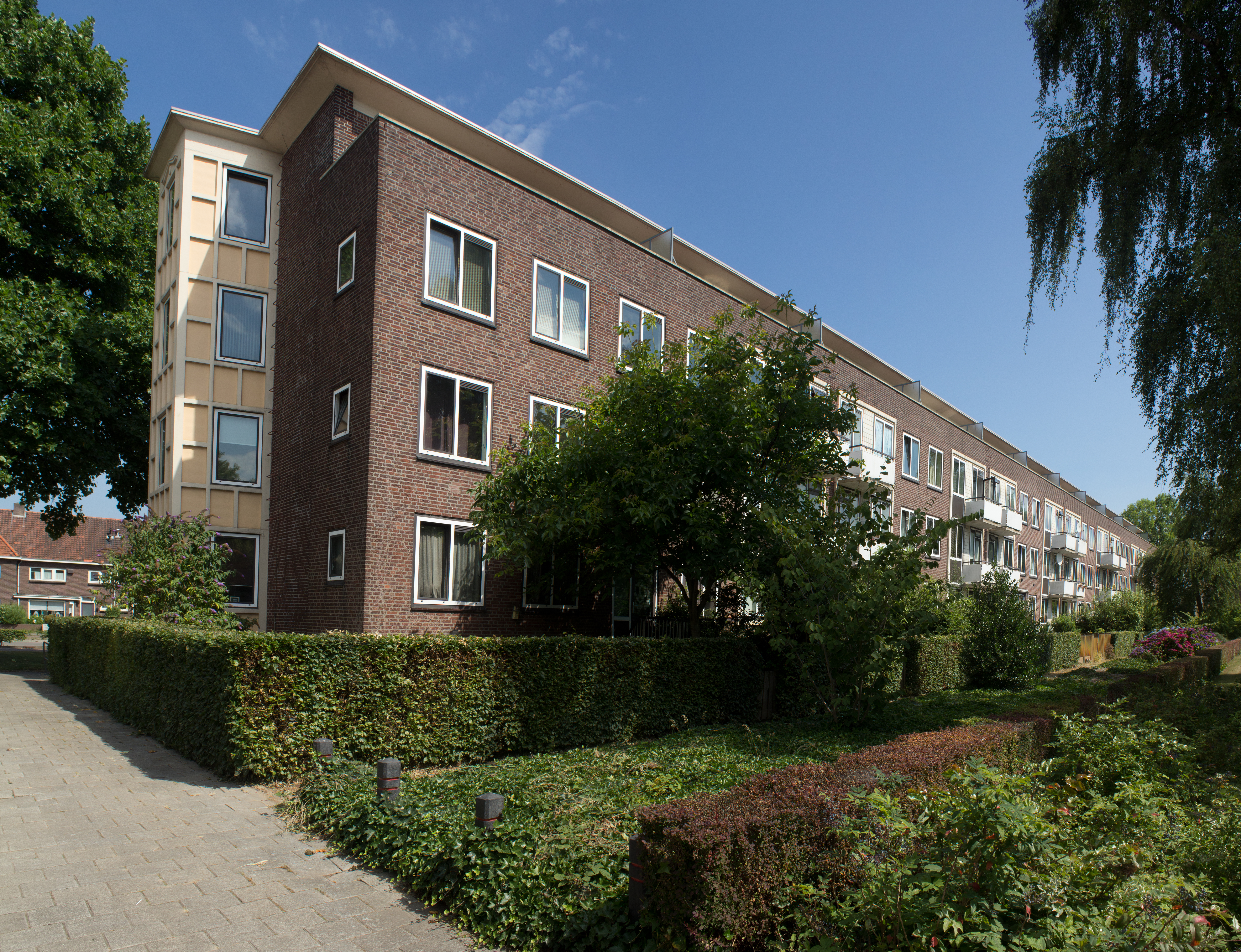
Hoogbouw langs de Marconilaan. Let op de uitbouw in prefab betonplaten als contrast met de sobere baksteenbouw.
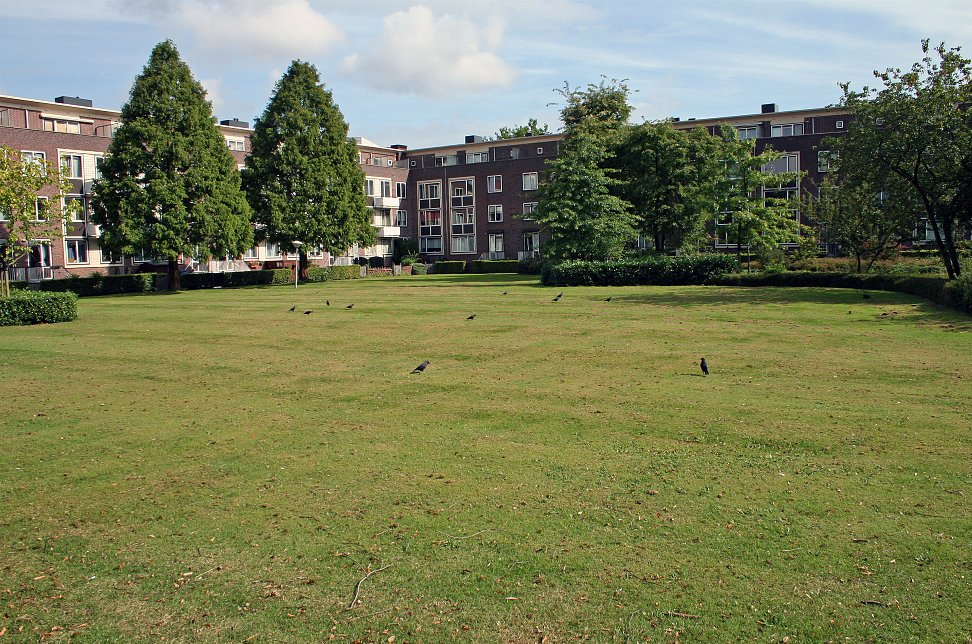
Binnentuin langs de Pieter Calandstraat.